# Cesare da Sesto
Cesare da Sesto (ur. 1477 w Sesto Calende, zm. 1523 w Mediolanie) – włoski malarz.
W malowanych przez niego Madonnach z Dzieciątkiem można dostrzec silny wpływ Leonarda da Vinci. Był zaznajomiony również z dziełami malarzy florenckich i rzymskich z pierwszej dekady XVI wieku. Około 1506 roku przebywał w Rzymie, gdzie współpracował z Baldassare Peruzzim.
Jest zaliczany do leonardian. Namalował kopię Ledy z łabędziem Leonarda, która uchodzi za najwierniejsze odwzorowanie zaginionego dzieła Leonarda. Zdaniem krytyków sztuki Święty Jan Chrzciciel z atrybutami Bachusa mógł być obrazem namalowanym przez Cesare da Sesto, choć według innych hipotez autorem dzieła mogli być Leonardo da Vinci lub Francesco Melzi. Antonina Vallentin sugeruje, że Cesare da Sesto mógł uczestniczyć w pracach nad Świętą Anną Samotrzecią.
Jest autorem również Madonny z Dzieciątkiem i barankiem (1515, Poldi Pezzoli w Mediolanie), wzorowanej na Świętej Annie Samotrzeciej. W porównaniu do pierwowzoru, Cesare da Sesto pominął postać św. Anny przypuszczalnie na skutek zaniku kultu tej świętej. Przed śmiercią rozpoczął malowanie Poliptyku św. Rocha (Pinakoteka Castello Sforzesco w Mediolanie), autorstwa da Sesto jest część przedstawiająca Jana Chrzciciela. Po śmierci Cesare da Sesto poliptyk dokończyli jego uczniowie.
Przyczynił się do spopularyzowania w południowych Włoszech skomplikowanych, ornamentalnych form łączących klasyczną scenografię z ekspresją manieryzmu.